# Robert-Jan Vanwesemael
Robert-Jan Vanwesemael, né le 26 mars 2002 à Hoepertingen en Belgique, est un footballeur belge qui joue au poste de défenseur au Saint-Trond VV.

## Biographie

### En club
Né à Saint-Trond en Belgique, Robert-Jan Vanwesemael est notamment formé par le SK Meldert, le KRC Genk avant de poursuivre sa formation au Saint-Trond VV. C'est avec ce club qu'il fait ses débuts en professionnel, jouant son premier match le 31 octobre 2023, lors d'une rencontre de coupe face aux Francs Borains. Il entre en jeu à la place de Rihito Yamamoto. Son équipe s'impose trois buts à zéro après les prolongations,.
À la suite du départ de Daiki Hashioka pour Luton Town fin janvier 2024, il s'impose en équipe première, devenant un joueur régulier du onze de départ. Il est récompensé en mars 2024 par une prolongation de contrat avec les Canaris. Il est alors lié au club jusqu'en juin 2025. Il inscrit son premier but pour les Trudonnaires le 1er mars 2025, en doublant l'avantage de son équipe lors de la rencontre comptant pour la 28e journée de championnat de Belgique face au KV Courtrai (victoire, 4-2).

## Statistiques

### En club
| Saison                | Club                  | Championnat           | Championnat | Championnat | Championnat | Coupe(s) nationale(s) | Coupe(s) nationale(s) | Coupe(s) nationale(s) | Autres compétitions | Autres compétitions | Autres compétitions | Autres compétitions | Total | Total | Total |
| Saison                | Club                  | Division              | M.          | B.          | P.d.        | M.                    | B.                    | P.d.                  | Comp.               | M.                  | B.                  | P.d.                | M.    | B.    | P.d.  |
| 2022-2023             | KVK Tirlemont (prêt)  | Nationale 1           | 37          | 2           | 0           | 1                     | 0                     | 0                     | -                   | -                   | -                   | -                   | 38    | 2     | 0     |
| 2023-2024             | Saint-Trond VV        | Division 1A           | 8           | 0           | 0           | 1                     | 0                     | 0                     | PO2                 | 8                   | 0                   | 0                   | 17    | 0     | 0     |
| 2024-2025             | Saint-Trond VV        | Division 1A           | 29          | 1           | 1           | 2                     | 0                     | 0                     | PO3                 | 6                   | 0                   | 1                   | 37    | 1     | 2     |
| 2025-2026             | Saint-Trond VV        | Division 1A           | 4           | 1           | 0           | -                     | -                     | -                     | -                   | -                   | -                   | -                   | 4     | 1     | 0     |
| Sous-total            | Sous-total            | Sous-total            | 41          | 2           | 1           | 3                     | 0                     | 0                     | -                   | 14                  | 0                   | 1                   | 58    | 2     | 2     |
| Total sur la carrière | Total sur la carrière | Total sur la carrière | 78          | 4           | 1           | 4                     | 0                     | 0                     | -                   | 14                  | 0                   | 1                   | 96    | 4     | 2     |